# Нитрид неодима
Нитрид неодима — бинарное неорганическое соединение
неодима и азота
с формулой NdN,
чёрные кристаллы,
реагирует с водой.

## Получение
- Реакция гидрида неодима и аммиака:

{\displaystyle {\mathsf {2NdH_{2}+2NH_{3}\ {\xrightarrow {T}}\ 2NdN+5H_{2}\uparrow }}}
- Непосредственная реакция неодима и азота под давлением в присутствии водорода:

{\displaystyle {\mathsf {2Nd+N_{2}\ {\xrightarrow {T,H_{2}}}\ 2NdN}}}

## Физические свойства
Нитрид неодима образует чёрные кристаллы
кубической сингонии,
пространственная группа F m3m,
параметры ячейки a = 0,5151 нм, Z = 4.

## Химические свойства
- Реагирует с водой:

{\displaystyle {\mathsf {NdN+H_{2}O\ {\xrightarrow {}}\ Nd(OH)_{3}+NH_{3}\uparrow }}}
- Реагирует с кислотами:

{\displaystyle {\mathsf {NdN+4HCl\ {\xrightarrow {}}\ NdCl_{3}+NH_{4}Cl}}}